# Brautarholt
Brautarholt é uma localidade na Islândia, com uma população de cerca de 70 habitantes em 2018.